# Portugiesische Fußballnationalmannschaft/Olympische Spiele
Die portugiesische Fußballnationalmannschaft nahm erstmals 1928 an den Olympischen Spielen in Amsterdam, schied dort aber im Viertelfinale aus. Bereits vier Jahre zuvor hatte das portugiesische NOK eine Mannschaft zum Fußballturnier gemeldet, die dann aber zurückgezogen wurde. Danach nahm Portugal erst als für die Spiele 1984 die Amateurbedingungen gelockert wurden wieder an der Qualifikation teil und konnte sich dann aber erst 1996 wieder qualifizieren als die Qualifikation über die U-21-Europameisterschaften liefen und mit dem vierten Platz die bisher beste Platzierung erreichen. Danach gelang noch zweimal die Qualifikation, zuletzt für die 2016 stattfindenden Spiele in Rio de Janeiro als U-21-Vizeeuropameister. Dort durften die Spieler – mit Ausnahme von vier älteren Spielern – 23 Jahre alt sein.

## Ergebnisse bei Olympischen Spielen

### 1908 bis 1920
Nicht teilgenommen.

### 1924
- Olympische Spiele in Paris:

Portugal hatte erstmals eine Mannschaft gemeldet und sollte am 26. Mai 1924 in der Vorrunde gegen Schweden antreten, trat aber nicht an, so dass Schweden kampflos weiter kam.

### 1928
- Olympische Spiele in Amsterdam:
  - 27. Mai 1928: Vorrunde: Portugal – Chile 4:2 - 1. Pflichtspiel für Portugal, 1. Spiel Chiles außerhalb Südamerikas
  - 29. Mai 1928: Achtelfinale: Portugal – Jugoslawien 2:1
  - 4. Juni 1928: Viertelfinale: Portugal – Ägypten 1:2

### 1936 bis 1980
Nicht teilgenommen.

### 1984
- Qualifikation:
  - 24. April 1983 Portugal – BR Deutschland 3:1 (in Lissabon)
  - 4. Oktober 1983 BR Deutschland – Portugal 3:0 (in Osnabrück)
  - 30. Oktober 1983 Israel – Portugal 1:0 (in Tel Aviv-Jaffa)
  - 11. Januar 1984 Portugal – Israel 2:1 (in Lissabon)

Portugal als Gruppenzweiter ausgeschieden.

### 1988
- Qualifikation:
  - 18. Februar 1987 Italien – Portugal 1:0 (in Lecce)
  - 25. Februar 1987 Portugal – Niederlande 1:1 (in Porto)
  - 29. April 1987 Portugal – DDR 0:0 (in Viseu)
  - 7. Oktober 1987 Portugal – Island 2:1 (in Leiria)
  - 24. Februar 1988 Portugal – Italien 0:0 (in Oeiras)
  - 29. März 1988 Niederlande – Portugal 0:0 (in Zwolle)
  - 13. April 1988 DDR – Portugal 3:0 (in Aue)
  - 24. Mai 1988 Island – Portugal 0:1 Portugal (in Reykjavík)

Portugal als Gruppendritter ausgeschieden.

### 1992
- Die Qualifikation erfolgte über die Qualifikation zur U-21-Fußball-Europameisterschaft 1992:
  - Gruppenphase:
    - 11. September 1990 Finnland – Portugal 0:1 (in Lahti)
    - 16. Oktober 1990 Portugal – Niederlande 0:0 (in Porto)
    - 8. Februar 1991 Malta – Portugal 1:3 (in Ta’ Qali)
    - 19. Februar 1991 Portugal – Malta 2:0 (in Porto)
    - 11. September 1991 Portugal – Finnland 2:0 (in Porto)
    - 15. Oktober 1991 Niederlande – Portugal 1:1 (in Utrecht)

Portugal aufgrund der schlechteren Tordifferenz als Gruppenzweiter ausgeschieden.

### 1996
- Die Qualifikation erfolgte über die Qualifikation zur U-21-Fußball-Europameisterschaft 1996:
  - Gruppenphase:
    - 6. September 1994 England – Portugal 0:0 (in Leicester)
    - 8. Oktober 1994 Lettland – Portugal 0:1 (in Riga)
    - 12. November 1994 Portugal – Österreich 2:0 (in Santarém)
    - 25. April 1995 Irland – Portugal 1:1 (in Dublin)
    - 2. Juni 1995 Portugal – Lettland 4:0 (in Viseu)
    - 2. September 1995 Portugal – England 2:0 (in Santa Maria)
    - 10. Oktober 1995 Österreich – Portugal 0:1 (in Wiener Neustadt)
    - 14. November 1995 Portugal – Irland 3:1 (in Leiria) – Portugal als Gruppensieger für das Viertelfinale qualifiziert.

  - Viertelfinale:
    - 13. März 1996 Portugal – Italien 1:0 (in Lissabon)
    - 27. März 1996 Italien – Portugal 2:0 (in Palermo)

Portugal ist nicht für die EM-Endrunde qualifiziert, als zweitbester Viertelfinalverlierer aber für die Olympischen Spiele.
- Olympische Spiele in Atlanta:
  - Gruppenphase in Washington, D.C.:
    - 20. Juli 1996 Portugal – Tunesien 2:0
    - 22. Juli 1996 Argentinien – Portugal 1:1
    - 24. Juli 1996 USA – Portugal 1:1 – Portugal Gruppenzweiter aufgrund der weniger erzielten Tore.

  - K.-o.-Runde:
    - 27. Juli 1996 Viertelfinale: Portugal – Frankreich 2:1 n. V. (in Miami)
    - 30. Juli 1996 Halbfinale: Argentinien – Portugal 2:0 (in Athens)
    - 2. August 1996 Spiel um Bronze: Brasilien – Portugal 5:0 (in Athens)

### 2000
- Die Qualifikation erfolgte über die Qualifikation zur U-21-Fußball-Europameisterschaft 2000:
  - Gruppenphase:
    - 5. September 1998 Ungarn – Portugal 0:3 (in Budapest)
    - 9. Oktober 1998 Portugal – Rumänien 1:1 (in Braga)
    - 13. Oktober 1998 Slowakei – Portugal 1:0 (in Bratislava)
    - 25. März 1999 Portugal – Aserbaidschan 5:0 (in Marco de Canaveses)
    - 4. Juni 1999 Portugal – Slowakei 1:1 (in Mafra)
    - 2. September 1999 Aserbaidschan – Portugal 0:2 (in Sumqayıt)
    - 7. September 1999 Rumänien – Portugal 2:3 (in Bukarest)
    - 8. Oktober 1999 Portugal – Ungarn 2:1 (in Estoril) – Portugal Gruppenzweiter aufgrund des direkten Vergleichs mit der Slowakei

  - Entscheidungsspiele für den Einzug in die Endrunde:
    - 13. November 1999 Portugal – Kroatien 2:0 (in Faro)
    - 17. November 1999 Kroatien – Portugal 3:0 n. V. (in Zagreb)

Portugal nicht für die Endrunde qualifiziert, bei der sich die vier besten Mannschaften für die Olympischen Spiele qualifizierten.

### 2004
- Die Qualifikation erfolgte über die Qualifikation zur U-21-Fußball-Europameisterschaft 2004:
  - Gruppenphase:
    - 6. September 2002 Portugal – Mazedonien 1:0 (in Póvoa de Varzim)
    - 15. Oktober 2002 Türkei – Portugal 4:2 (in Istanbul)
    - 28. März 2003 Portugal – England 4:2 (in Rio Maior)
    - 1. April 2003 Slowakei – Portugal 0:2 (in Bratislava)
    - 6. Juni 2003 Mazedonien – Portugal 1:4 (in Skopje)
    - 5. September 2003 Portugal – Türkei 1:2 (in Viseu)
    - 9. September 2003 England – Portugal 1:2 (in Liverpool)
    - 10. Oktober 2003 Portugal – Slowakei 4:1 (in Pedroso) – Portugal als Zweitplatzierter für die Entscheidungsspiele qualifiziert.

  - Playoff-Spiele:
    - 15. November 2003 Portugal – Frankreich 1:2 (in Guimarães)
    - 18. November 2003 Frankreich – Portugal 1:2 n. V.; 1:4 i. E. (in Clermont-Ferrand)

Portugal für die Endrunde der U-21-EM in Deutschland qualifiziert, bei der sich die drei besten Mannschaften für die Olympischen Spiele qualifizierten.
- Vorrunde:
  - 28. Mai 2004 Schweden – Portugal 3:1 (in Mannheim)
  - 30. Mai 2004 Schweiz – Portugal 2:2 (in Mainz)
  - 2. Juni 2004 Deutschland – Portugal 1:2 (in Mainz) – Portugal zieht als Gruppenzweiter in die K.-o.-Runde
- K.-o.-Runde:
  - Halbfinale 5. Juni 2004 Italien – Portugal 3:1 (in Bochum)
  - Spiel um Platz 3: 8. Juni 2004 Schweden – Portugal 2:3 n. V. (in Oberhausen) – Portugal für die Olympischen Spiele qualifiziert

- Olympische Spiele in Athen:
  - Gruppenphase:
    - 12. August 2004: Irak – Portugal 4:2 (in Patras)
    - 15. August 2004: Marokko – Portugal 1:2 (in Iraklio)
    - 18. August 2004: Costa-Rica – Portugal 4:2 (in Iraklio) – Portugal als Gruppenletzter ausgeschieden

### 2008
- Die Qualifikation erfolgte über die Qualifikation zur U-21-Fußball-Europameisterschaft 2007:
  - Erste Runde: Gespielt wurde in einer Dreiergruppe bei der jede Mannschaft ein Heimspiel hatte.
    - 1. September 2006 Lettland – Portugal 0:2
    - 5. September 2006 Portugal – Polen 2:0

  - Zweite Runde:
    - 6. Oktober 2006 Russland – Portugal 4:1
    - 10. Oktober 2006 Portugal – Russland 3:0 – Portugal aufgrund der Auswärtstorregel für die EM-Endrunde qualifiziert

- Vorrunde in Groningen:
  - 10. Juni 2007 Portugal – Belgien 0:0
  - 13. Juni 2007 Niederlande – Portugal 2:1
  - 16. Juni 2007 Israel – Portugal 0:4

Portugal verpasst als Gruppendritter die K.-o.-Runde. Da sich aber England als einer der unterlegenen Halbfinalisten nicht für die Olympischen Spiele qualifizieren konnte, mussten die Drittplatzierten der Vorrundengruppen den vierten europäischen Startplatz für das olympische Fußballturnier in Peking ausspielen.
- 21. Juni 2007 Portugal – Italien 0:0 n. V.; 3:4 i. E. (in Nijmegen) – Portugal damit nicht für die Olympischen Spiele in Peking qualifiziert.

### 2012
- Die Qualifikation erfolgte über die Qualifikation zur U-21-Fußball-Europameisterschaft 2011:
  - Gruppenphase:
    - 4. September 2009 Portugal – Litauen 4:1 (in Vila Nova de Gaia)
    - 9. September 2009 Griechenland – Portugal 2:1 (in Tripoli)
    - 13. Oktober 2009 Mazedonien – Portugal 1:1 (in Prilep)
    - 14. November 2009 England – Portugal 1:0 (in London)
    - 17. November 2009 Portugal – Griechenland 2:1 (in Olhão)
    - 11. August 2010 Litauen – Portugal 0:1 (in Marijampolė)
    - 3. September 2010 Portugal – England 0:1 (in Barcelos)
    - 7. September 2010 Portugal – Mazedonien 3:1 (in Vila Nova de Gaia)

Portugal als Gruppendritter ausgeschieden.

### 2016
- Die Qualifikation erfolgte über die Qualifikation zur U-21-Fußball-Europameisterschaft 2015:
  - Gruppenphase:
    - 5. September 2013 Portugal – Norwegen 5:1 (in Barcelos)
    - 10. Oktober 2013 Portugal – Israel 3:0 (in Marinha Grande)
    - 15. Oktober 2013 Aserbaidschan – Portugal 0:2 (in Baku)
    - 18. November 2013 Israel – Portugal 3:4 (in Petah Tikva)
    - 5. März 2014 Portugal – Mazedonien 2:0 (in Barcelos)
    - 23. Mai 2014 Mazedonien – Portugal 0:1 (in Skopje)
    - 4. September 2014 Norwegen – Portugal 1:2 (in Drammen)
    - 9. September 2014 Portugal – Aserbaidschan 3:1 (in Rio Maior)

  - Playoff-Spiele:
    - Niederlande – Portugal 0:2 in (Alkmaar)
    - Portugal – Niederlande – Portugal 5:4 (in Paços de Ferreira)

Portugal war damit für die Endrunde der U-21-EM qualifiziert, bei der sich die vier besten Mannschaften für die Olympischen Spiele qualifizierten.
- - Vorrunde in Uherské Hradiště:
    - 18. Juni 2015 England – Portugal 0:1
    - 21. Juni 2015 Italien – Portugal 0:0
    - 24. Juni 2015 Portugal – Schweden 1:1 – Portugal zieht als Gruppenzweiter in die K.-o.-Runde und ist damit für die Olympischen Spiele in Rio de Janeiro qualifiziert.

Das Halbfinale am 27. Juni 2015 wurde dann gegen Deutschland in Olmütz mit 5:0 gewonnen, das Finale nach einem 0:0 n. V. durch ein 3:4 im Elfmeterschießen gegen Schweden verloren, womit Schweden erstmals U-21-Europameister wurde.

#### Kader für 2016
Spielberechtigt waren Spieler, die nach dem 1. Januar 1993 geboren wurden, sowie drei ältere Spieler. Am 14. Juli wurde der Kader benannt. Als ältere Spieler wurden Salvador Agra, André Martins und Sérgio Oliveira nominiert. André Martins war der einzige Spieler, der bereits für die A-Nationalmannschaft gespielt hatte. 2013 kam er in zwei Freundschaftsspielen zum Einsatz und stand auch bei drei Spielen in der Qualifikation für die WM 2014 im Kader. Der zunächst nominierte Nuno Santos wurde später durch Pité ersetzt.
| Nr.        | Spieler           | Geburtsdatum | Verein               | A-Länder- spiele | A-Länder- spieltore | OS-Spiele |     |     |     |     |     |     |
| Tor        | Tor               | Tor          | Tor                  | Tor              | Tor                 | Tor       | Tor | Tor | Tor | Tor | Tor | Tor |
| ---------- | ----------------- | ------------ | -------------------- | ---------------- | ------------------- | --------- | --- | --- | --- | --- | --- | --- |
| 1          | Bruno Varela      | 04.11.1994   | Vitória Setúbal      | 0                | 0                   |           |     |     |     |     |     |     |
| 12         | Joel Pereira      | 28.06.1996   | Manchester United    | 0                | 0                   |           |     |     |     |     |     |     |
| Abwehr     |                   |              |                      |                  |                     |           |     |     |     |     |     |     |
| 5          | Edgar Ié          | 01.05.1994   | FC Villarreal        | 0                | 0                   |           |     |     |     |     |     |     |
| 2          | Ricardo Esgaio    | 18.05.1993   | Sporting Lissabon    | 0                | 0                   |           |     |     |     |     |     |     |
| 14         | Paulo Henrique    | 23.10.1996   | FC Paços de Ferreira | 0                | 0                   |           |     |     |     |     |     |     |
| 3          | Tiago Ilori       | 26.02.1993   | FC Liverpool         | 0                | 0                   |           |     |     |     |     |     |     |
| 4          | Tobias Figueiredo | 02.02.1994   | CD Nacional          | 0                | 0                   |           |     |     |     |     |     |     |
| Mittelfeld |                   |              |                      |                  |                     |           |     |     |     |     |     |     |
| 7          | André Martins     | 21.01.1990   | Sporting Lissabon    | 02               | 0                   |           |     |     |     |     |     |     |
| 10         | Bruno Fernandes   | 08.09.1994   | Udinese Calcio       | 0                | 0                   |           |     |     |     |     |     |     |
| 15         | Fábio Sturgeon    | 04.02.1994   | Belenenses Lissabon  | 0                | 0                   |           |     |     |     |     |     |     |
| 16         | Chico Ramos       | 10.04.1995   | FC Porto             | 0                | 0                   |           |     |     |     |     |     |     |
| 8          | Sérgio Oliveira   | 02.06.1992   | FC Porto             | 0                | 0                   |           |     |     |     |     |     |     |
| 18         | Tiago Silva       | 02.06.1993   | CD Feirense (II ▲)   | 0                | 0                   |           |     |     |     |     |     |     |
| 6          | Tomás Podstawski  | 30.01.1995   | FC Porto             | 0                | 0                   |           |     |     |     |     |     |     |
| Angriff    |                   |              |                      |                  |                     |           |     |     |     |     |     |     |
| 17         | Carlos Mané       | 11.03.1994   | Sporting Lissabon    | 0                | 0                   |           |     |     |     |     |     |     |
| 9          | Gonçalo Paciência | 01.08.1994   | FC Porto             | 0                | 0                   |           |     |     |     |     |     |     |
| 13         | Pité              | 22.08.1994   | FC Paços de Ferreira | 0                | 0                   |           |     |     |     |     |     |     |
| 11         | Salvador Agra     | 11.11.1991   | CD Nacional          | 0                | 0                   |           |     |     |     |     |     |     |

#### Spiele
- Vorrunde:
  - Portugal – Argentinien 2:0 (0:0) am 4. August 2016 in Rio de Janeiro (Olympiastadion)
  - Honduras – Portugal 1:2 (1:2) am 7. August 2016 in Rio de Janeiro (Olympiastadion) – Portugal qualifiziert sich für die K.-o.-Runde
  - Algerien – Portugal 1:1 (1:1) am 10. August 2016 in Belo Horizonte
- K.-o.-Runde:
  - Viertelfinale: Portugal – Deutschland 0:4 (0:1) am 13. August 2016 in Brasília

### 2021
- Die Qualifikation erfolgte über die Qualifikation zur U-21-Fußball-Europameisterschaft 2019:
  - Gruppenphase:
    - 5. September 2017 Portugal – Wales 2:0 (in Chaves)
    - 10. Oktober 2017 Bosnien-Herzegowina – Portugal 3:1 (in Zenica)
    - 10. November 2017 Rumänien – Portugal 1:1 (in Ovidiu)
    - 14. November 2017 Portugal – Schweiz 2:1 (in Paços de Ferreira)
    - 23. März 2018 Portugal – Liechtenstein 7:0 (in Tondela)
    - 27. März 2018 Schweiz – Portugal 2:4 (in Neuenburg)
    - 7. September 2018 Portugal – Rumänien 1:2 (in Paços de Ferreira)
    - 11. September 2018 Wales – Portugal 0:2 (in Bangor)
    - 11. Oktober 2018 Liechtenstein – Portugal 0:9 (in Vaduz)
    - 16. Oktober 2018 Portugal – Bosnien-Herzegowina 4:2 (in Funchal)

  - Portugal als Gruppenzweiter für die Play-offs qualifiziert:
    - 16. November 2018 Polen – Portugal 0:1 (in Zabrze)
    - 20. November 2018 Portugal – Polen 1:3 (in Chaves)

Portugal damit nicht für die EM-Endrunde und damit auch nicht für die Olympischen Spiele 2020 qualifiziert, die wegen der COVID-19-Pandemie um ein Jahr verschoben wurden.

## Trainer
- Cândido de Oliveira 1928
- Nelo Vingada 1996
- José Romão 2004
- Rui Jorge 2016

## Beste Torschützen
01. Gonçalo Paciência 3 Tore (2016)
02. Augusto Silva, Vítor Silva und Pepe, Afonso Martins, je 2 Tore (1928 bzw. 1996)
06. 12 Spieler je 1 Tor

## Bekannte Spieler
Folgende später und/oder zuvor auch in der A-Nationalmannschaft tätige Spieler nahmen an den Olympischen Spielen und/oder den Qualifikationsspielen teil:
- Hugo Almeida 2004
- Bruno Alves 2004
- Beto 1996
- Ricardo Costa 2004
- Nuno Gomes 1996
- Fernando Meira 2004
- Raul Meireles 2004
- Hélder Postiga Qualifikation 2004
- Cristiano Ronaldo 2004